# Cratere Hevelius

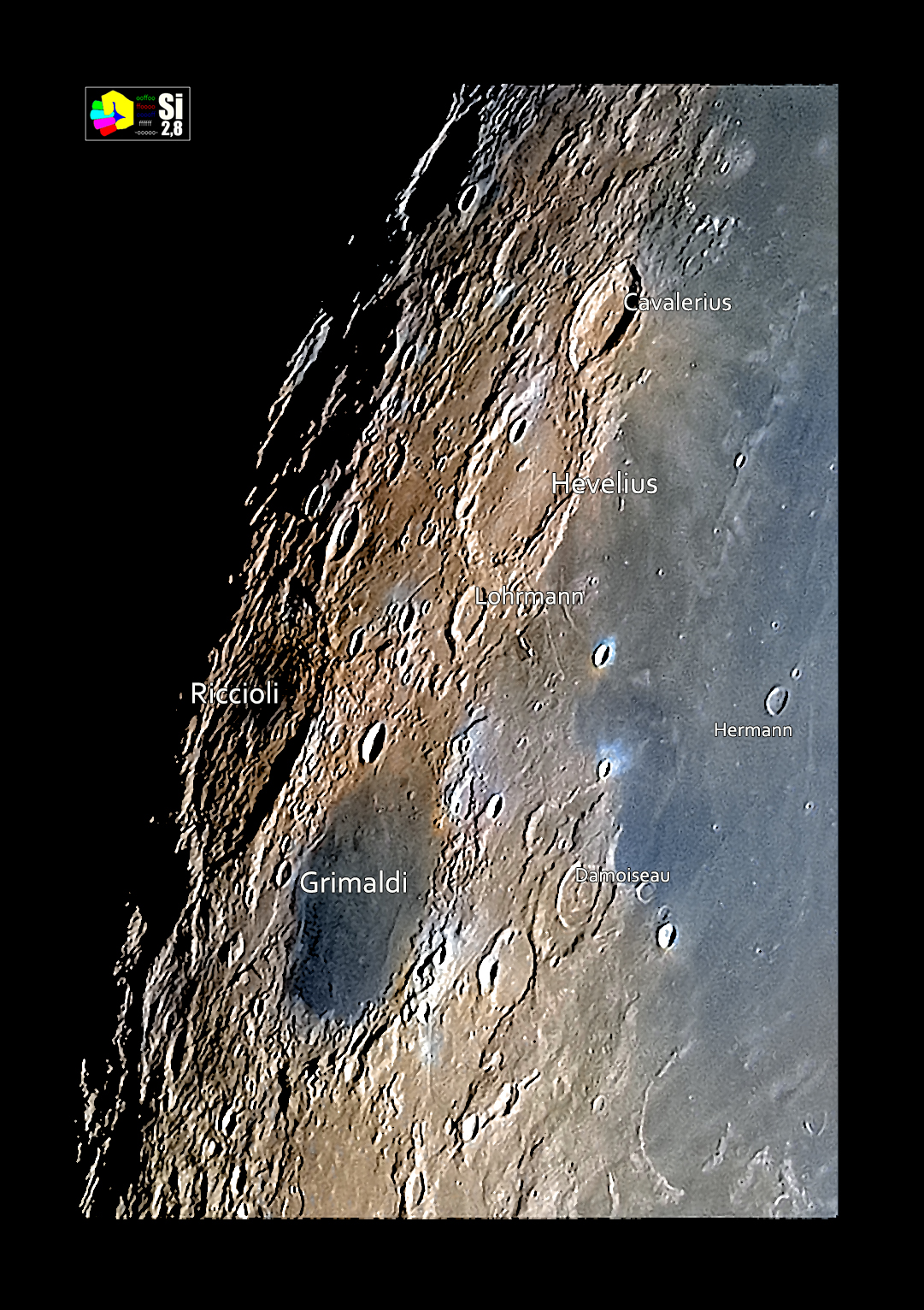
L'area del cratere in formato selenocromatico. Vedi anche:

Hevelius è un grande cratere lunare di 113,87 km situato nella parte nord-occidentale della faccia visibile della Luna.
Il cratere è dedicato all'astronomo polacco Johannes Hevelius.

## Crateri correlati
Alcuni crateri minori situati in prossimità di Hevelius sono convenzionalmente identificati, sulle mappe lunari, attraverso una lettera associata al nome.
| Hevelius | Coordinate           | Diametro (in km) |
| -------- | -------------------- | ---------------- |
| A        | 2°51′00″N 68°13′48″W | 14,01            |
| B        | 1°21′36″N 68°58′48″W | 13,5             |
| D        | 3°03′00″N 60°54′36″W | 7,76             |
| E        | 2°57′36″N 65°46′48″W | 8,81             |
| J        | 0°48′N 69°54′W       | 13,13            |
| K        | 1°34′48″N 70°04′48″W | 5,67             |
| L        | 2°02′24″N 70°28′48″W | 7,6              |